# サンフランシスコ・ダンジョン
サンフランシスコ・ダンジョンとは、サンフランシスコにある観光名所のダンジョンでのアトラクションである。サンフランシスコに纏わる暗黒の歴史的な出来事を再現している。

## 概要
欧州の各地にある系列のアトラクションと同様にホラー仕立てのアトラクションで、楽しみながら史実に基づいた18世紀以降の暗黒面の歴史を学べるようになっている。欧州のアトラクションでは中世の歴史的な出来事を扱っているが、こちらでは産業革命以後の近代化されつつある時代を扱う。他のダンジョン同様に"地元"の猟奇的な殺人者等を題材にして再現される。歴史はまだ浅いものの、近年では主要な観光スポットの一つになりつつある。